# Eisenberg (commune fusionnée)
La commune fusionnée d'Eisenberg est une municipalité allemande située dans le land de Rhénanie-Palatinat et l'arrondissement du Mont-Tonnerre.

## Les villes, villages et communes faisant partie de la Verbandsgemeinde Eisenberg.
1. Eisenberg (Pfalz) (ville)
2. Kerzenheim
3. Ramsen